# David Howard Thornton
David Howard Thornton (Huntsville, 30 novembre 1979) è un attore statunitense.

## Carriera
Dopo alcune apparizioni in ruoli minori, Thornton ottiene il suo primo ruolo di rilievo grazie all'interpretazione di Art the Clown nella serie di film di Terrifier. In particolare il secondo film della saga ottiene una grande notorietà e un sorprendente successo commerciale, garantendo all'attore una certa rilevanza mediatica oltre che la presenza in un ulteriore film della saga. Nel 2022 ha interpretato il Grinch nell'horror The Mean One.

## Filmografia

### Attore

#### Cinema
- Terrifier, regia di Damien Leone (2016)
- The Dark Offerings, regia di Marcus Slabine (2021)
- Terrifier 2, regia di Damien Leone (2022)
- The Mean One, regia di Steven LaMorte (2022)
- Stream, regia di Michael Leavy (2023)
- La notte dei morti viventi 2 (Night of the Living Dead II), regia di Marcus Slabine (2023)
- Terrifier 3, regia di Damien Leone (2024)

#### Televisione
- Nightwing: Escalation - serie TV, 6 episodi (2016-2017)
- Gotham - serie TV, episodio 4x05 (2017)
- Mistress Peace Theatre - serie TV, episodio 3x07 (2020)
- The Indie Escape Network - serie TV (2021)
- Bupkis - serie TV, episodio 1x08 (2023)

### Doppiatore
- Two Worlds II: Pirates of the Flying Fortress - videogioco (2010) - Malvic / Volran / Tengo
- Invizimals: Il regno scomparso - videogioco (2013) - Shizoku / Metal Mutt / Toxitoad
- Miss Hokusai, regia di Keiichi Hara (2015)
- The Bravest Knight - serie TV, 2 episodi (2019) - Newt / Billy Goats
- The Exigency, regia di Cody Vibbart (2019) - Bumbo
- Alma's Way - serie TV, episodio 1x01 (2021) - SFX Box

## Programmi televisivi
- The Silver Screen Scream Show - episodio 3x23 (2021)